# Reljef Rumunjske
U reljefu Rumunjske predstavljena su sva tri reljefna oblika: nizine, brijegovi i planine. Na površini od 238.391 četvornih kilometara smjestila su se tri značajnija gorska sustava. To su: Karpati, Transilvanske alpe (još se nazivaju i južnim Karpatima) i Bihor. Nizine zauzimaju 33% zemlje, brda i gore do 750 m 37%, a planine 30%. Iz ovoga je vidljiva jednakost u ukupnoj teritorijalnoj obuhvatnosti.

## Planine
Karpati (istočni) su 500 km dug planinski lanac. Površina im je 53.000 kvadratnih kilometara, što je oko 22% čitavog teritorija. Široki su oko 100 km, a najviši vrh visok je 2511 m. Prosječna im je visina 1500 do 1600 m. Karpati su vrlo raščlanjeni pa su oblikovali slikovite udoline, zavale, ledenjačke doline, jezera, kanjone i sl. Najzanimljivi dio Karpata svakako je Vulkanski pojas. Rad vulkana prestao je u mlađem ledenom dobu. Uz slikovit krajolik, ovdje su prisutna vulkanska jezera kao i brojni izvori mineralnih voda. U Karpatima postoji i pojas kamene soli. Ta tzv. Slana brda puna su ponikava i dolina. Flišni zemljani pokrov uzrokovao je veliku pošumljenost. 
Južni Karpati ili Transilvanske alpe znani još kao i «nepravilni» Karpati najviši su planinski lanac u Rumunjskoj. Zbog asimetričnog profila prozvani su nepravilnim. Građom, sastavom i reljefnim osobinama toliko se razlikuju od ostatka Karpata da se uglavnom smatraju posebnim planinskim lancem. Tu se nalazi i najviši vrh Moldavenau (2544 m). Ovdje je rad ledenjaka bio velik pa su oni bili glavni modifikatori reljefa. Kraj je bogat ugljenom i željezom. Lanac ima velik broj ledenjačkih jezera.
Bihor je planinski masiv na zapadu Rumunjske. Po postanku je otočna planina kao i naše slavonske gore. Masiv je bogat šumama i pašnjacima. Reljef je dinamičan s brojnim spiljama, kanjonima, ponikvama i drugim vapnenačkim oblika. Kraj je bogat srebrom i zlatom pa se naziva i «Transilvansko rudogorje». Najviši vrh je na visini od 1849 m.

## Pobrđa
Od pobrđa najveća su Pretkarpati, Getsko pobrđe, Moldavsko pobrđe i pobrđe Dobrudže.
Pretkarpati su reljefno niža i mlađa stuba od Karpata koja zatvaraju luk oko Karpata. Široki su od nekoliko kilometara na sjeveru do 30 do 60 km na istoku.
Getsko pobrđe je zapravo međuprostor između Vlaške nizine i Pretkarpata. To su brežuljci visoki od 200 do 500 metara. Područje je oblikovanao potocima, a ima stijena eolskog, jezerskog i morskog porijeklo.
Moldavsko pobrđe je brdoviti prostor na istoku zemlje. To je blago valovit prostor na sjeveru nadmorske visine 100 metara, a na jugu oko 500 m. Do ledenog doba prostor je bio pod morem. Nakon povlačenja mora rijeke su erozijom rasčlanile prostor pa je postalo pobrđe. U ledenom dobu vjetrovi, rijeke i padinski procesi nanijeli su i do 60 metara debele naslage lesa.
Pobrđe Dobrudže je oko 400 metara visoka blago valovita ploča. Prekrivena je debelim naslagama lesa. Obala je prekrivena lesom i puna pješčanih plaža. Obalu su oblikovale morske struje koje su les donosile s ušća Dunava. Formirane su brojne lagune i zaljevi te limani.
Južno od Mamaie obala je strma.

## Zavale i nizine
Transilvanska zavala područje je okruženo planinama na visini od 400 do 700 metara. Zavala je isušeni dio jednog kraka Panonskog mora. Kraj je bogat solju što je ostala pri povlačenju mora koje je ostavilo i brojne druge tragove, tako da i reljef sliči na morsko dno. Glavni sastav tla je glina pa su odroni vrlo česti. Takvim su procesima nastala brojna jezera u ovom području.
Nizine su gospodarska osnova Rumunjske i najvrijednija su područja Rumunjske. U Rumunjskoj je najvažnija dolina Vlaška. Ona je pravi centar Rumunjske i cijelom se površina nalazi u Rumunjskoj. 
Vlaška nizina pravi je nizinski kraj s gotovo neprimjetnom nagnutošču od sjevera prema jugu. Lesni nanosi potpuno su prekrili dolinu pa je stoga vrlo plodna. Prosječna joj je visina 100 m. Bogatstvo lesom očituje se i u postojanju pješčanih dina nanesenih vjetrom. Zapadna Vlaška ima osobine prave zaravnjene plohe. Većina je tog područja naplavna ravnica Dunava.
Panonska nizina se nalazi malim 20 do 60 kilometara širokim područjem u Rmunjskoj. To je vrlo plodna nanosna dolina s lesnom podlogom.
Moldavija sa svojim jugoistočnim djelom također spada u nanosne nizine. Međutim ravni dio Moldavije (Besarabija) nalazi se izvan granica Rumunjske.

## Spilje
Rumunjska je bogata spiljama. Tri najznačajnije su Valea Rea, Movila i Pietra Altralui.
Pietra Altralui jedna je od najznačajnijih špilja kako Rumunjske tako i cijele Jugoistočne Europe. Vrijednost špilje Pietra Altralui je u palentološko-arheološkom i geomorfološkom značenju.
Valea Rea značajna je zbog mineraloške i geomorfološke strukture. Znana je i pod imenom Podzemna kraljica. Duga je čak 24 kilometra. Kroz špilju prolazi rijeka koja završava u podzemnom kanalu (sifonu) 400 metara ispod površine. U špilji se nalaze sige, stalagmiti, stalaktiti i helkiti (posebna, vrlo rijetka vrsta siga).Helikiti nastaju procesima kristalizacije za razliku od ostalih vrsta siga. Kristalni oblici rađeni su od otopljenog gipsa, kalcita i aragonita. U špilji se nalazi preko 30 vrsta minerala (zlato i uranij uključeni) i jedna je od mineralima najbogatijih špilja na svijetu.
Movila je poznata zbog biološkog značaja. Do nje se došlo sasvim slučajno bušenjem 25 m dubokog vertikalnog kopa za potrebe termoelektrane. Špilja je značajna jer u njoj postoji endemski svijet koji za fotosintezu ne koristi sunčevu svjetlost. Ova špilja nalazi se u Dobrudži blizu obala Crnog mora. Špilja je siromašna kisikom (od 7-10 %) i ima korodirane zidove bez bilo kakvih špiljskih ukrasa. Osnova dobivanja energije proizlazi iz bakterija i ostalh mikroorganizama koji žive u 0,2 do 0,3 mm debelim kolonijama koje plutaju na termalnoj vodi na dnu špilje. Temperatura vode kao i špilje je 21 celzijev stupanj. U ovakvim uvjetima stvorena je prava endemska životna zajednica.
Špilja je jedna od velikih znamenitosti Rumunjske i privlači brojne znanstvene organizacije; čak i NASA-u.